# Črnilovec
Črnilovec je vesnice v Chorvatsku v Záhřebské župě. Je součástí opčiny města Jastrebarsko, od něhož se nachází 3 km severozápadně. V roce 2011 zde žilo 123 obyvatel.
Sousedními vesnicemi jsou Hrastje Plešivičko a Miladini, sousedním městem Jastrebarsko.